# Волков, Юрий Ильич
Юрий Ильич Волков (30 января 1927; Москва, РСФСР, СССР — 27 июля 1994; Москва, Россия) — советский актёр театра и кино. Заслуженный артист РСФСР (1986). Снялся в более чем 90 фильмах.

## Биография
Родился 30 января 1927 года в Москве. Мать по специальности являлась ткачихой, работала оперуполномоченным НКВД в Москве. Отец работал пекарем, позже стал администратором ВСКВ.
Учился в школе-десятилетке. После того, как окончил школу, поступил в Московский авиационный технологический институт. Там отучившись один курс, не смог больше продолжать обучение по причине болезни отца. В 1945 году поступил в студию при Камерном театре Таирова. После завершениями театрального обучения, в 1948 году был принят в труппу этого же театра, где прослужил год. В театре им было сыграно много различных ролей. В последующие годы служил многим другим театрам, в которых также было сыграно не мало интересных ролей. Последним театром в котором служил артист, является Московский драматический театр имени М. Н. Ермоловой (1958—1994).
Ушёл из жизни 27 июля 1994 года в Москве.

## Фильмография
- 1961 — Ночь без милосердия  — капитан Джошуа Говард Фрэнч
- 1963 — Вступление  — отец Володи
- 1962 — Третий тайм  — центральный нападающий Соколовский
- 1964 — Живые и мёртвые (1 серия) — заместитель начальника оперативного отдела штаба армии, полковник / разжалованный в рядовые Баранов
- 1963 — Сестрёнка (фильм-спектакль)
- 1963 — Сказ о матери — неизвестно
- 1963 — Человек, который сомневается  — Иван Дуленко
- 1964 — Жили-были старик со старухой — эпизод
- 1964 — Казнены на рассвете...  — Пётр Петрович Мелентьев
- 1964 — Ракеты не должны взлетать  — Карл Либих
- 1965 — На одной планете — Фриц Платтен
- 1966 — Их знали только в лицо — Хюбе
- 1967 — Десятый шаг — П. Линде
- 1967 — Железный поток — полковник
- 1967 — Пароль не нужен  — Проскуряков
- 1967 — Сильные духом  — Ортель
- 1968 — Удар! Ещё удар! — Бергер — главная роль
- 1969 — Всегда на марше  (фильм-спектакль) — эпизод
- 1969 — Мы–мужчины (фильм-спектакль)
- 1969 — Оправдание Паганини  — Роотан
- 1969 — Оптимистическая трагедия  — Вайнонен
- 1969 — Преступление и наказание  — Никодим Фомич
- 1970 — Грустные и весёлые события в жизни М. Озерова (фильм-спектакль)
- 1970 — Море в огне — Волков
- 1970 — Поезд в завтрашний день — работник Совнаркома
- 1970 — Чёрное солнце — советский посол
- 1970 — Я – 11 – 17 — Август Зандель
- 1971 — Лёгкая командировка  — Белоконь — главная роль
- 1973 — Былое и думы (6 серия) — Иван Эммануилович Курута
- 1972 — Длинная дорога в короткий день — Сиайлс
- 1972 — Любить человека  — Николай Николаевич Паладьев
- 1972 — Теория невероятности  — Николай Сергеевич
- 1972 — Фернандо Магеллан  — Альвареш
- 1973 — Товарищ генерал — Емельян Иванович Василенко
- 1974 — Время и семья Конвей — Джералд
- 1974 — Скворец и Лира — Юрген
- 1974 — Хождение по мукам  (11 серия) — Василий Васильевич Струпе
- 1975 — Кружилиха — первый секретарь
- 1975 — Обретёшь в бою — Воскобойников
- 1976 — Эти непослушные сыновья — пожилой рабочий
- 1976 — Как стать главным инженером (фильм-спектакль)
- 1977 — Освобождение Праги — переводчик
- 1977 — Солдаты свободы — генерал Хомюк
- 1977 — Диалог — сотрудник немецкого ведомства печати
- 1977 — Поединок в тайге — Юрий Юрьевич
- 1977 — Разлом — Еремеев
- 1977 — Соучастие в преступлении — Глебов
- 1978 — Трактир на Пятницкой — Александр Петрович Калугин
- 1978 — Емельян Пугачёв — князь Голицын
- 1978 — История одного пожара — мастер цеха Николай Иванович
- 1978 — Молодость с нами — Красносельцев
- 1978 — Плата за истину — эпизод
- 1978 — Стойкий туман — станичный атаман
- 1979 — Горное гнездо (фильм-спектакль) — Горемыкин
- 1979 — Следствие ведут знатоки (дело № 14) — Николай Иванович
- 1980 — Антанты и кариатиды (5 серия) — Тимофей  Яковлевич Прабабкин
- 1980 — Корпус генерала Шубникова — Цейцлер
- 1980 — Лючия и Ламмермур — Раймонд
- 1980 — Петровка, 38 — Алексей Алексеевич Самсонов
- 1981 — Синдикат-2 — Дмитрий Владимирович Философов
- 1980 — Такие же, как мы! — Иван Михайлович
- 1981 — Великий самоед — Гусев
- 1981 — Крепыш — чиновник
- 1982 — Берегите мужчин! — учёный
- 1982 — Василиса Мелентьева — князь В. Сицкий
- 1984 — Букет мимозы и другие цветы — директор завода
- 1984 — Зелёная комната (фильм-спектакль) — Альфред Лезерс и Джон Стоукс
- 1984 — Лев Толстой — гость Толстого
- 1984 — Михайло Ломоносов (4, 6, 7 серия) — Иван Данилович Шумахер
- 1984 — Предел возможного (5 серия) — председатель конференции в Ленинграде
- 1984 — ТАСС уполномочен заявить... — Ван Зэгер
- 1984 — Хроника одного лета — Кондрат Петрович
- 1985 — Деньги для Марии — агроном
- 1985 — Змеелов — следователь
- 1986 — Накануне отъезда — Глебов
- 1986 — Приближение к будущему
- 1987 — Говори... — второй тракторист
- 1987 — Костюмер — эпизод
- 1987 — Мегрэ у министра — начальник милиции
- 1988 — Собачье сердце — Пётр Александрович
- 1989 — Грань — Пётр Ефимович
- 1989 — Женщины, которым повезло (1 серия) — Борис Васильевич
- 1990 — Испанская актриса для русского министра — генерал
- 1990 — Николай Вавилов (4 серия) — седой профессор
- 1990 — О, Джаз! — судья
- 1990 — Последняя осень — Михаил Кириллович Мусатов
- 1990 — Спутник планеты Уран — доктор Хайд
- 1991 — Дом свиданий — Михаил Михайлович
- 1993 — Серые волки — профессор Лопатин
- 1995 — Бульварный роман — генерал Попов

## Звания и награды
- Заслуженный артист РСФСР (3 июня 1986)[4].